# San Michele al Tagliamento
San Michele al Tagliamento (velenceiül San Michièl al Tajamento vagy San Micełe al Tajamento) önkormányzat Veneto régióban, az Adriai-tenger partján, Lignano és Caorle között. Területe: 112,2 km². 
Az önkormányzat részei: 
- Bibione, az olaszországi üdülőhely Veneto régióban, az Adriai-tenger partján fekszik. Velencétől 60 km-re keletre, Caorle és Lignano között helyezkedik el. Jelentősebb nevezetessége nincsen, a város helyén ugyanis kezdetben mandulafenyő-erdő volt, csak a világítótorony és a templom a jellegzetesség. 1956-ban alapították meg a várost, Bibione kezdetben csak a mai Bibione Spiaggiaból állt. Az 1980-as évek közepétől kezdett a város a mai arcára hasonlítani. Ebben az időben épült a Lido del Sole városrész, Pineda is ekkor épült ki, itt van a jachtkikötő. A város Velence közelsége, 6–8 km-es homokos partja miatt, és Bibione Therme nevű gyógyfürdője mindig is kedvelt célpont volt és lesz a nyaralóknak. Keleti határában van a Tagliamento torkolata. Érintette a kelet-európai országok rendszerváltása, azóta sok nyaraló érkezik a nyaralóhelyre Közép-Kelet Európából is: magyarok, csehek, lengyelek, szlovákok utaznak ide nagy számban. Mióta Románia is az Unió tagja, látványosan megnőtt a román turisták száma is. Azonban a németek és osztrákok utaznak ide a külföldiek közül a legtöbben.
- további kisebb frakciói (frazione): Bevazzana, Cesarolo, Malafesta, Marinella, Pozzi, Pradis, Prati Nuovi, San Filippo, San Giorgio al Tagliamento, San Mauretto, San Mauro, Terzo Bacino, Villanova della Cartera.

## Külső hivatkozások
- Bibione
- Termál Bibione Archiválva 2012. november 21-i dátummal a Wayback Machine-ben
- Bibione és San Michele al Tagliamento Archiválva 2021. június 1-i dátummal a Wayback Machine-ben